# Radio Rama
Radio Rama è una stazione radio associata alla tv Telerama di Lecce. Appartiene al gruppo Mixer Media Management cui fa capo Paolo Pagliaro. Trasmette sia in FM che in DAB.

## Informazioni
Radio Rama è una radio locale di Puglia e Basilicata, l'area di ricezione comprende le province di Lecce, Brindisi e Taranto e le città di Bari, Potenza e Matera.
L'informazione è presente nel palinsesto con frequenti notiziari, che cadenzano l'intera giornata. Durante il campionato di calcio, la radio segue in diretta le partite dell'Unione Sportiva Lecce con le telecronache del radiocronista Tonio De Giorgi. Inoltre vengono seguite tutte le altre realtà salentine calcistiche e non, in primo luogo il Gallipoli, il Taranto, l'Enel Brindisi, la Virtus Casarano e l'Italgest Casarano.
Il 20 settembre 2010 è partito il nuovo progetto editoriale di Radio Rama sotto la guida del neo-direttore artistico Simone Maggio (ex speaker a Radio Manbassa, Radio Norba e infine a Radio Montecarlo). La radio raccoglie l'eredità della vecchia Radio Rama All News e di Radio Manbassa.